# Auguste Jaquet
Pour les articles homonymes, voir Jaquet.
Auguste Jaquet, né le 31 janvier 1802 à Paris et mort le 8 octobre 1845 à Annonay (Ardèche), est une personnalité politique suisse.

## Biographie
De confession protestante, originaire de Morges, Auguste Jaquet est le fils de Jean Samuel Jaquet et de Jeanne Madeleine Forel. Il épouse le 14 septembre 1835 à Annonay[réf. nécessaire], Anne Baron-Canson. Il fait des études à l'académie de Lausanne, puis en France et en Allemagne avant de rentrer en Suisse où il vit de ses rentes. En 1845, il s'installe à Annonay, en Ardèche.

### Parcours politique
Membre du Parti libéral, Auguste Jaquet est élu député au Grand Conseil vaudois en 1831, puis Conseiller d'État en 1832. Il compte parmi les meneurs du mouvement libéral dès 1820, défendant notamment la liberté de conscience et d'enseignement et la libre fluctuation du prix des céréales et s'opposant aux ateliers nationaux. Son conservatisme en fait un des principaux adversaires du radicalisme d'Henri Druey. Il est évincé du Conseil d'État lors de la Révolution radicale de 1845,.